# 元村镇
元村镇，是中华人民共和国河南省濮阳市南乐县下辖的一个乡镇级行政单位。

## 行政区划
元村镇下辖以下地区：
谷村、蔡庄村、后什固村、前什固村、元村、百尺村、涨汪村、东审什村、西审什村、留固什村、曹庄村、王庄村、刘家庄村、古寺郎村、留胄村、操守村、韩留村和南张庄村。